# Шахтёрский (Приморский край)
Шахтёрский — село в Хасанском районе Приморского края, входит в состав Краскинского городского поселения.

## Географическое положение
Село находится близ озера Солёное, связанного полуторакилометровой протокой с бухтой Экспедиции залива Посьета, на расстоянии 70 км (по автодорогам) от посёлка городского типа Славянка, административного центра района, и 235 км (по автодорогам) от города Владивосток, административного центра края.

## История
Основано в 1939 году. В 2002—2011 годах село носило наименование Шахтёрское

## Население
| 2002 | 2005 | 2010 |
| ---- | ---- | ---- |
| 27   | ↗31  | ↘17  |

## Улицы
В селе имеется одна улица — Шахтёрская.

## Транспорт
Село связано автомобильной дорогой длиной 2 км с трассой А189 Раздольное — Хасан. Ближайшая железнодорожная станция Махалино находится на расстоянии 6 км к востоку в посёлке городского типа Краскино.

## Достопримечательности
- Могила А. А. Огурцова, погибшего в Афганистане в 1984 году[6].